# Młodów (Basses-Carpates)
Pour les articles homonymes, voir Młodów.
Młodów est une localité polonaise de la gmina et du powiat de Lubaczów en voïvodie des Basses-Carpates.